# Фесенко, Михаил Ильич
Михаил Ильич Фесенко (1923—2004) — генерал-майор авиации (19.02.1968) Советской Армии, участник Великой Отечественной войны, Герой Советского Союза (1946).

## Биография
Михаил Фесенко родился 15 сентября 1923 года в посёлке Лиман (ныне — город Лиман в Донецкой области Украины). Окончил десять классов школы и аэроклуб. 
В 1940 году Фесенко был призван на службу в Рабоче-крестьянскую Красную Армию. В 1943 году он окончил Ворошиловградскую военную авиационную школу пилотов. С того же года — на фронтах Великой Отечественной войны.
К апрелю 1945 года гвардии старший лейтенант Михаил Фесенко был заместителем командира эскадрильи 175-го гвардейского штурмового авиаполка 11-й гвардейской штурмовой авиадивизии 16-й воздушной армии 1-го Белорусского фронта. К тому времени он совершил 112 боевых вылетов на штурмовку скоплений боевой техники и живой силы противника, нанеся ему большие потери.
Указом Президиума Верховного Совета СССР от 15 мая 1946 года за «образцовое выполнение заданий командования и проявленные при этом мужество и героизм» гвардии старший лейтенант Михаил Фесенко был удостоен высокого звания Героя Советского Союза с вручением ордена Ленина и медали «Золотая Звезда» за номером 7031.
После окончания войны Фесенко продолжил службу в Советской Армии. В 1955 году он окончил Военно-воздушную академию. В 1980 году в звании генерал-майора Фесенко был уволен в запас. Проживал в Москве. Скончался 30 августа 2004 года, похоронен на Троекуровском кладбище Москвы.
Почётный гражданин Красного Лимана. Был также награждён двумя орденами Красного Знамени, двумя орденами Отечественной войны 1-й степени, орденом Трудового Красного Знамени, тремя орденами Красной Звезды, рядом медалей.

## Сочинения
- Огневое поражение наземных средств ПВО. // Военно-исторический журнал. — 1984. — № 5. — С.66-73.